# Heide-Marie Emmermann
Heide-Marie Emmermann (* 1942) ist eine deutsche Schriftstellerin, Theologin und ehemalige Domina.

## Leben
Heide-Marie Emmermann wurde Mitte 1942 geboren. Sie wurde evangelisch erzogen und trat mit 19 Jahren aus der Kirche aus. Über den zweiten Bildungsweg studierte sie ein Semester lang Soziologie in Frankfurt am Main. Ab 1974 studierte sie Politikwissenschaft, Griechisch, Latein und Katholische Theologie, worauf sie selbst zum Katholizismus konvertierte und fortan als Mentorin für Laientheologen an der Katholischen Hochschulgemeinde in München arbeitete. Nach einigen Jahren wurde sie entlassen und arbeitete als Domina in einem Bordell auf der Reeperbahn in Hamburg.
Ihren Lebensweg verarbeitete sie in ihrer 1991 erschienenen Autobiographie Credo an Gott und sein Fleisch: Erfahrungen mit irdischer und himmlischer Liebe. Ein Jahr später folgte der Roman Die heilige Hure: "Credo an Gott und sein Fleisch" im Heyne Verlag. Der Roman wurde mit dem Titel La puttana santa Credo in Dio e nella sua carne ins Italienische übersetzt und von Castelvecchi verlegt. Der Roman wurde im Auftrag von RTL für das Fernsehen unter dem Titel Die heilige Hure verfilmt. Der Film sollte ursprünglich am Buß- und Bettag 1997 zur Hauptsendezeit um 20:15 Uhr ausgestrahlt werden. Da die Vermischung der beiden Themen BDSM und Glaube als blasphemisch betrachtet wurde, sah der Film und der Sender sich bereits vor der Ausstrahlung großer Kritik ausgesetzt, sodass der Film mehrfach entschärft und verschoben werden musste. Die Ausstrahlung erfolgte am 11. Februar 1998 und hatte eine Einschaltquote von sieben Millionen Menschen.

## Werke
- 1991: Credo an Gott und sein Fleisch: Erfahrungen mit irdischer und himmlischer Liebe, Hoffmann und Campe, 223 Seiten, ISBN 3-455-08385-4.
- 1992: Die heilige Hure: „Credo an Gott und sein Fleisch“, Heyne Verlag, 204 Seiten, ISBN 3-453-06114-4.